# Confessió d'Augsburg

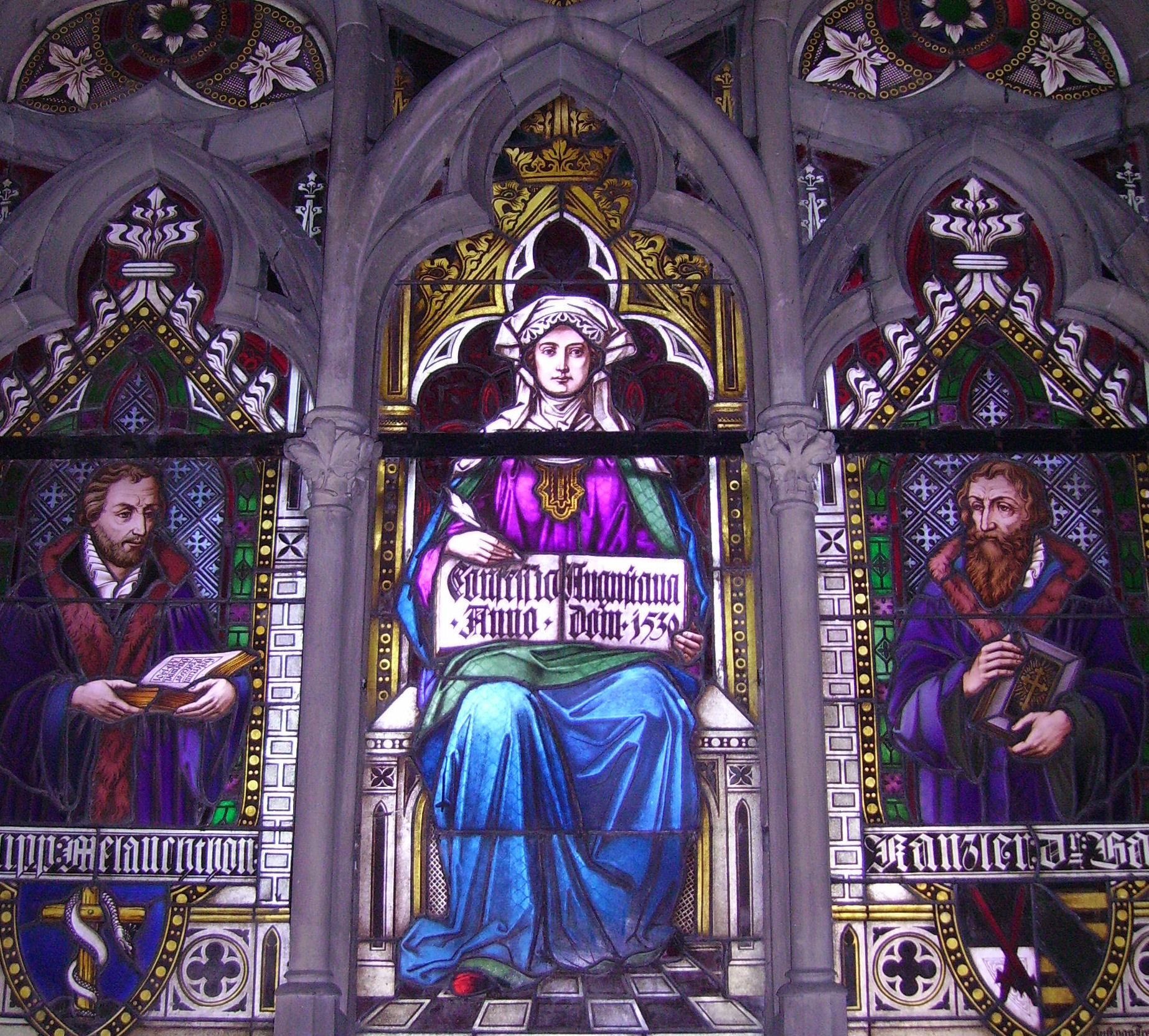
Vidriera commemorativa, en la catedral de la ciutat alemanya d'Espira.

Les Confessions d'Augsburg, van ser la primera exposició oficial dels principis del protestantisme que serà anomenat posteriorment luteranisme. Redactades en llatí i alemany l'any 1530 per Philipp Melanchthon i presentada a la Dieta d'Augsburg (ciutat del Sacre Imperi Romanogermànic) en la presència de Carles V. Encara avui és considerat un dels textos bàsics de les Esglésies Protestants de tot el món i és el quart document del Liber Concordiae luterà.
El text es divideix en dues parts conceptuals diferents, en 21 principis de la fe i 7 referents a la correcció dels abusos.
L'emperador encarregà a Johann Ech i Konrad Wimpina i d'altres la redacció de la resposta, coneguda amb el nom de Confutatio Pontificia.